# Leucauge levanderi
Leucauge levanderi är en spindelart som först beskrevs av Kulczynski 1901.  Leucauge levanderi ingår i släktet Leucauge och familjen käkspindlar. Inga underarter finns listade i Catalogue of Life.